# Helene Fischer
Helene Fischer sinh ngày 5.8.1984 là nữ ca sĩ nổi tiếng người Đức, đã từng đoạt nhiều giải thưởng âm nhạc. Theo Chứng nhận doanh số đĩa thu âm, chị đã bán được ít nhất là 9.115.000 album. Trong tháng 6 năm 2014, album "Farbenspiel" năm 2013 của chị trở thành album của một ca sĩ Đức được download cách hợp pháp nhiều nhất từ xưa tới nay.

## Cuộc đời và sự nghiệp

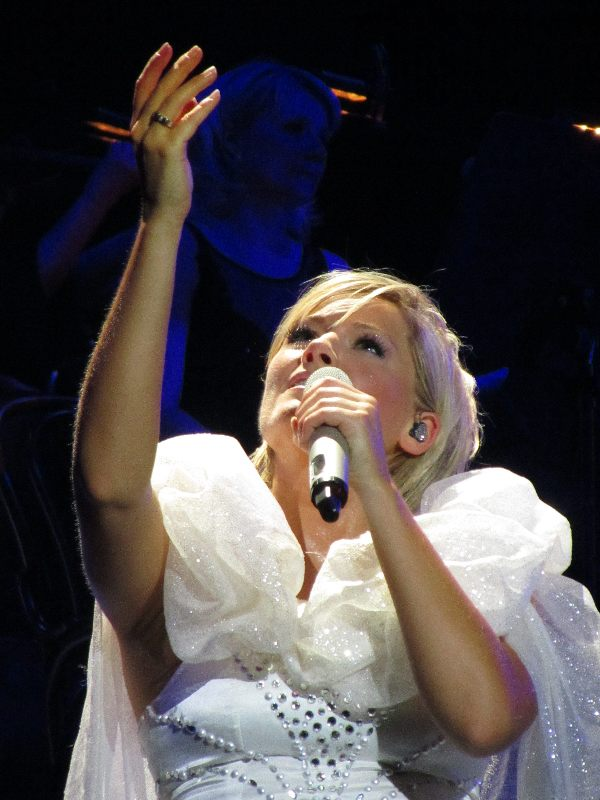
Helene Fischer trong chuyến lưu diễn cùng với dàn nhạc trong tháng 5 năm 2011

Helene Fischer sinh tại thành phố Krasnoyarsk vùng Siberi, Nga (thời đó là Liên bang Xô Viết), tên khai sinh là "Jelena Petrowna Fischer" (tiếng Nga: Елена Петровна Фишер), là con thứ hai của Peter và Maria Fischer. Cha của chị là một giáo viên môn thể dục thể thao, còn mẹ của chị là một kỹ sư làm việc ở một trường đại học. Ông bà nội của chị là người Đức sống ở vùng sông Volga (Wolgadeutsche), bị lưu đày sang vùng Siberi từ năm 1941.
Năm 1988, khi lên 4 tuổi, Helene Fischer cùng với người chị 6 tuổi theo bố mẹ di cư về Đức, cư ngụ ở Wöllstein, bang Rheinland-Pfalz và lớn lên ở đây. Ngay từ khi học trung học ở Wöllstein, Helene đã tham gia các khóa học về âm nhạc và kịch nghệ
Sau khi tốt nghiệp bậc trung học, Helene Fischer vào học diễn xuất và ca hát ở "Trường Âm nhạc và Kịch nghệ Frankfurt" trong 3 năm. Trong thời gian này, Helene thường diễn xuất trên sân khấu của Nhà hát Darmstadt (Staatstheater Darmstadt) cũng như sân khấu của "Nhà hát nhân dân Frankfurt" (Volkstheater Frankfurt).
Helene bắt đầu sự nghiệp biểu diễn của mình từ ngày 14.5.2005, trong một chương trình truyền hình của đài phát thanh và truyền hình ARD (Arbeitsgemeinschaft der öffentlich-rechtlichen Rundfunkanstalten der Bundesrepublik Deutschland) chung với nam ca sĩ Florian Silbereisen.
Những bài hát của chị thường đề cập tới những lo toan thường ngày và những bất hạnh của những cặp tình nhân - về lời ca - gần sát với điều có thể gọi là "country music" (nhạc đồng quê) dù rằng về mặt âm nhạc thì hoàn toàn khác.
Helene phát hành album đầu tiên bằng tiếng Anh "The English Ones" vào ngày 7.6.2010 do nhà sản xuất Jean Frankfurter của Đức sản xuất.
Tháng Giêng năm 2013 Helene bắt đầu diễn xuất trong một tập của loạt phim truyền hình Das Traumschiff của Đức.
Ngày 4.10.2013 Helene phát hành album mới mang tên "Farbenspiel" ở Đức, và xác định sẽ có chuyến lưu diễn trong năm 2014. Album này đã đạt được cương vị "bạch kim" (platinum) sau 5 ngày phát hành ở Đức, Đan Mạch và Áo. "Farbenspiel" là album thành công nhất của một nữ ca sĩ người Đức trong tuần lễ phát hành đầu tiên trong vòng 10 năm qua.
Hiện nay Helene có vô số khán thính giả hâm mộ ở Đức cũng như ở các nước Tây Bắc Âu như Áo, Thụy Sĩ, Bỉ, Hà Lan Đan Mạch, Thụy Điển, Na Uy, Phần Lan và Vương quốc Anh.

## Đời tư
- Từ tháng 5 năm 2008 Helene đã cặp bồ với Florian Silbereisen [7].
- Tháng 12 năm 2012 Helene tham gia Hiệp hội "roterkeil" chống việc mua dâm các trẻ vị thành niên [10].
- Helene Fischer là người hâm mộ câu lạc bộ bóng đá Borussia Dortmund. Trong một buổi trình diễn âm nhạc ở München năm 2015, chị đã quàng một chiếc khăn mang biểu tượng của câu lạc bộ Borussia Dormund khi trình diễn[11].

## Discography

### Album
- Von hier bis unendlich (2006)
- So nah wie du (2007)
- Zaubermond (2008)
- So wie ich bin (2009)
- Für einen Tag (2011)
- Farbenspiel (2013)

### Single
- 01/2006 Feuer am Horizont
- 04/2006 Von hier bis unendlich
- 07/2006 Und morgen früh küss' ich dich wach
- 11/2006 Im Reigen der Gefühle
- 05/2007 Mitten im Paradies
- 08/2007 Du fängst mich auf und lässt mich fliegen
- 10/2007 Du hast mein Herz berührt
- 02/2008 Ich glaub' dir hundert Lügen
- 2008: Mal ganz ehrlich
- 2008: Lass mich in dein Leben
- 2008: Ich geb’ nie auf
- 2009: Ich will immer wieder... dieses Fieber spür'n
- 2009: Vergeben, vergessen und wieder vertrauen
- 2009: Du lässt mich sein, so wie ich bin
- 2010: Hundert Prozent
- 2010: Nicht von dieser Welt
- 2011: Phänomen
- 2011: Wär heut mein letzter Tag
- 2012: Die Hölle morgen früh
- 2012: Nur wer den Wahnsinn liebt
- 2013: Fehlerfrei
- 2013: Atemlos durch die Nacht

### DVD
- 2007:So nah so fern
- 2008:Mut zum Gefühl – Live aus Chemnitz vom 2. Januar 2008
- 2009:Zaubermond live
- 2010:Best Of Live – So Wie Ich Bin
- 2012:Für Einen Tag - Live 2012

## Phim mục
- 2013: Das Traumschiff (phim truyền hình): tập Puerto Rico, vai Franziska Stein
- 2015: Tatort: tập "Schwarzer Ritter", vai Leyla

## Giải thưởng và Vinh danh
- Tháng 10 năm 2011 nhà bảo tàng Madame Tussauds ở Berlin đã trưng bày một hình nhân Helene Fischer bằng sáp[12]

### Giải Bambi
- 2013: cho Musik national
- 2014: cho Entertainment

### Giải Echo
- 2009: cho Deutschsprachiger Schlager
- 2009: cho DVD Produktion des Jahres (Mut zum Gefühl – Helene Fischer live)
- 2010: cho DVD Produktion national (Zaubermond live)
- 2012: cho Deutschsprachiger Schlager
- 2013: cho Deutschsprachiger Schlager
- 2013: cho DVD national (Für einen Tag – Live 2012)
- 2014: cho Album des Jahres (Farbenspiel)
- 2014: cho Deutschsprachiger Schlager
- 2015: cho Deutschsprachiger Schlager
- 2015: cho Hit des Jahres (Atemlos durch die Nacht)
- 2015: cho DVD national (Farbenspiel – Live 2014)
- 2015: cho Schlager, Album des Jahres, Hit des Jahres and Musik-DVD/Blu-Ray national[13]

### Giải Goldene Henne
- 2007: cho Aufsteigerin des Jahres
- 2008: cho Musik
- 2010: cho Leserpreis Musik
- 2012: cho Publikumspreis Musik
- 2014: cho Musik
- 2014: Superhenne (Giaỉ đặc biệt kỷ niệm 20 năm)

### Giải Goldene Kamera
- 2012: cho Beste Musik national

### Giải Krone der Volksmusik
- 2008: Erfolg des Jahres 2007
- 2009: Erfolg des Jahres 2008
- 2010: Erfolgreichste Sängerin 2009
- 2012: Erfolgreichste Sängerin 2011

### Giải Romy
- 2014: cho Beliebteste Moderatorin – Show

### World Music Awards
- 2014: Best-selling German Artist